# ネクストビート
株式会社ネクストビート（英: nextbeat co., Ltd.）は、東京都渋谷区に本社を置きITビジネスを展開している日本のベンチャー企業。

## 概要
人口減少に伴い多方面に広がる社会課題に対し、テクノロジーの力を駆使し、ライフイベント・地方創生・グローバルの3領域において国内12拠点・国外2拠点で全17事業を展開している。

## 沿革
- 2013年10月 - 株式会社ネクストビート設立
- 2013年7月 - 保育士専門の人材紹介・求人「保育士バンク!」をリリース
- 2014年5月 - 本社を東京都渋谷区恵比寿1-3-10 ファイブアネックスに移転（従業員数60名）
- 2014年5月- 保育士、幼稚園教諭向けの新卒求人「保育士バンク!新卒」をリリース
- 2014年12月 - 大阪オフィスを開設
- 2015年5月 - 名古屋オフィスを開設
- 2015年6月 - 保育園向け業務支援システム「保育士バンク！コネクト」をリリース
- 2016年2月 - 福岡オフィスを開設
- 2016年4月 ‐ 本社を品川区西五反田1-18-9 五反田ＮＴビルに移転
- 2016年10月 - 札幌オフィスを開設
- 2017年8月 - 仙台オフィス、広島オフィスを開設
- 2018年1月 - ベビーシッターマッチングサービス「KIDSNAシッター」をリリース
- 2018年4月 - 本社を東京都渋谷区恵比寿4-9-10に移転（従業員数165名）
- 2018年12月 - 宿泊業界専門の就職・転職支援サービス「おもてなしHR」をリリース
- 2019年8月- 京都オフィスを開設
- 2020年7月- 金沢オフィスを開設
- 2021年4月- 従業員数350名に
- 2021年5月- 那覇オフィス開設
- 2021年10月- 高松オフィスを開設
- 2021年12月‐ 園検索 サービス「園ナビ」リリース
- 2022年3月- 「保育士バンク！パレット」リリース
- 2022年4月- 「保育士バンク！」、「KIDSNA」ブランドリニューアル
- 2022年9月‐ シンガポール拠点開設
- 2022年9月‐ 札幌オフィス移転

## 運営サービス

### ライフイベント事業
「保育士バンク!」と「KIDSNA」の2つのプラットフォームを運営している。

### 地方創生事業
ホテル・旅館業界などの宿泊業界で働きたい求職者と、 ホテル・旅館をマッチングする就職・転職支援サービス「おもてなしHR」を運営している。

### グローバル事業
シンガポールの主要産業である観光業に特化したプラットフォーム「Hospitality Careers」を運営している。